# Marc Surer
Marc Surer, född 18 september 1951 i Füllinsdorf, är en schweizisk racerförare.

## Racingkarriär
Surer blev formel 2-mästare 1979 och debuterade i formel 1 för Ensign Racing i Italiens Grand Prix säsongen 1979. 
Hans bäste säsong blev i Brabham 1985 då han slutade på trettonde plats. 
Säsongen efter blev Surer allvarligt skadad i en rallyolycka vilket gjorde att hans F1-karriär var slut efter fem lopp.

## F1-karriär
| Säsong | Stall/Tillverkare         | Poäng | Placering |
| ------ | ------------------------- | ----- | --------- |
| 1979   | Ensign-Ford               | 0     | –         |
| 1980   | ATS-Ford                  | 0     | –         |
| 1981   | Ensign-Ford Theodore-Ford | 4 0   | 16        |
| 1982   | Arrows-Ford               | 3     | 21        |
| 1983   | Arrows-Ford               | 4     | 15        |
| 1984   | Arrows-Ford Arrows-BMW    | 0 1   | 21        |
| 1985   | Brabham-BMW               | 5     | 13        |
| 1986   | Arrows-BMW                | 0     | –         |